# 老隆福建會館
老隆福建會館是位於今中华人民共和国广东省河源市龍川縣老隆鎮華新居委會華新路39號的全國重點文物保護單位，登記名稱為香港文化名人大營救指揮部舊址。會館建於清朝，為當時在龍川縣的福建省籍商人投資興建的同鄉會會址。中國抗日戰爭期間，中國共產黨領導實施香港文化名人大營救，會館曾作為文化名人赴中國大陸的中轉站、宿營點。

## 历史
清朝初年:463，有龍川縣的福建省籍商人投資興建同鄉會會址，並為其取名「福建會館」:463。1925年秋，陳炯明下轄的海豐縣縣長逮捕農會幹部多人。彭湃利用陳炯明派系的內部矛盾，與何長工、林務農等人前往老隆陳炯明司令部談判營救海陸豐農會幹部，而會館正是當年談判所在地。同年，東征軍左路軍曾在會館設立指揮所，中國共產黨黨代表林伯渠也隨軍住在會館。
1942年，時值中國抗日戰爭，中國共產黨領導實施香港文化名人大營救，而會館曾一度成為文化名人赴中國大陸的中轉站、宿營點。何香凝、茅盾、柳亞子、鄒韜奮、夏衍、范長江等300餘人在這次香港文化名人大營救行動中，也與會館有密切關係。1949年5月14日，龍川縣的政權由中國國民黨轉移至中國共產黨。6月1日，龍川縣人民政府在會館成立，老隆也自此成為龍川縣的縣治:48。會館後為老隆鎮人民政府等機關單位和老隆鎮塑料廠使用。
會館在1986年、2011年和2012年分別被公佈為龍川縣文物保護單位、河源市文物保護單位及廣東省文物保護單位。2019年10月7日，會館以「香港文化名人大營救指揮部舊址」之名獲中華人民共和國國務院正式认定為第八批全国重点文物保护单位。

## 建筑
會館佔地面積約450平方米，高約10米的磚石結構，面寬15米，深38米，坐東南向西北，為三進院落式佈局。灰沙夯墻，硬山頂，灰瓦屋面，灰沙地面；大門前簷二石柱，青麻石質門框、門檻、門礅，木門頁。會館至今保存完好。:463
會館分上、中、下3個大殿，其中上殿約30平方米，前部有軒廊和石柱，殿兩側各有耳房一間；中殿約50平方米，抬樑式結構屋架，十五架，有8條直徑40厘米、高6米的圓柱作過樑柱，有石座作墊；下殿約20平方米，兩側設有廂房。上殿與中殿之間、中殿與下殿之間均有一天井，各約15平方米。天井上種有攀枝花木，終日蔭蔽。:463

## 評價
《南方日报》在對會館被列入全国重点文物保护单位的新聞報道中稱會館“具有重大的历史影响和特殊的革命纪念意义”，而《香港商報》則在其報道中稱會館“具有革命紀念意義和建築歷史藝術研究價值”。